# Жадан Олександр Олександрович
Олександр Олександрович Жадан (нар. 5 березня 2005, Україна) — український футболіст, центральний нападник «Олександрії».

## Життєпис
В юнацькому чемпіонаті Кіровоградської області та ДЮФЛУ з 2017 по 2022 рік виступав за кропивницьку «Зірку». У дорослому футболі дебютував 2022 року в складі «Зірки», яка виступала в аматорському чемпіонаті України. 
Напередодні старту сезону 2023/24 року перейшов до «Олександрії», де відіграв один сезон у юнацькому чемпіонаті України. А напередодні початку наступного сезону переведений до резервної команди «алексів» 18 серпня 2024 року в нічийному (2:2) домашньому поєдинку 2-го туру групи Б Другої ліги України проти київського «Локомотива». Олександр вийшов на поле на 46-й хвилині замість Владислава Погорілого. Першим голом на професійному рівні відзначився 8 вересня 2024 року на 26-й хвилині програного (1:2) виїзного поєдинку 5-го туру групи Б Другої ліги України проти полтавської «Ворскли-2». Жадан вийшов на поле в стартовому складі, а на 67-й хвилині його замінив Артем Петрик.